# اوراش
اورآش (Uraš) قلعه‌ای بود واقع در کوهستان گیزیلبوندا (قافلانکوه) که ساکنانش در سال ۸۲۰ (پیش از میلاد) عزم جزم کردند تا در مقابل تجاوزگری‌های ممتد لشکریان شامشی‌آداد پنجم پایداری کنند اما این قلعه به سبب فرسوده بودن تاب مقاومت در برابر آشوریان تجهیز شده به انواع لوازم محاصره را نداشت.

## رهبر مقاومت
الواح آشوری پیریشاتی را به لقب پادشاه گیزیلبوندا می‌خوانند. وی برخلاف سایر پیشوایان تصمیم گرفت پایداری کند فلذا همه ساکنان گیزیلبوندا در دژ وی که اوراش نام داشت گرد آمدند ولی آن قلعه بسیار کهنه بود و قادر به مقاومت در برابر محاصره آشوریان، که با لوازم فنی عالی مجهز بودند، نبود. اوراش و دیگر قلاع کوچک پیرامون آن به تصرف آشوریان درآمد و به گفته لوح آشوی ۶۰۰۰ مرد جنگی در پیکار کشته شدند و ۱۲۰۰ نفر به اتفاق پیریشاتی به اسارت درآمدند.